# Dacus gypsoides
Dacus gypsoides är en tvåvingeart som beskrevs av Munro 1933. Dacus gypsoides ingår i släktet Dacus och familjen borrflugor.
Artens utbredningsområde är Kongo. Inga underarter finns listade i Catalogue of Life.